# Crambe amabilis
Crambe amabilis är en korsblommig växtart som beskrevs av Butkov och Majlun. Crambe amabilis ingår i släktet krambar, och familjen korsblommiga växter. Inga underarter finns listade i Catalogue of Life.